# Sciences du sport

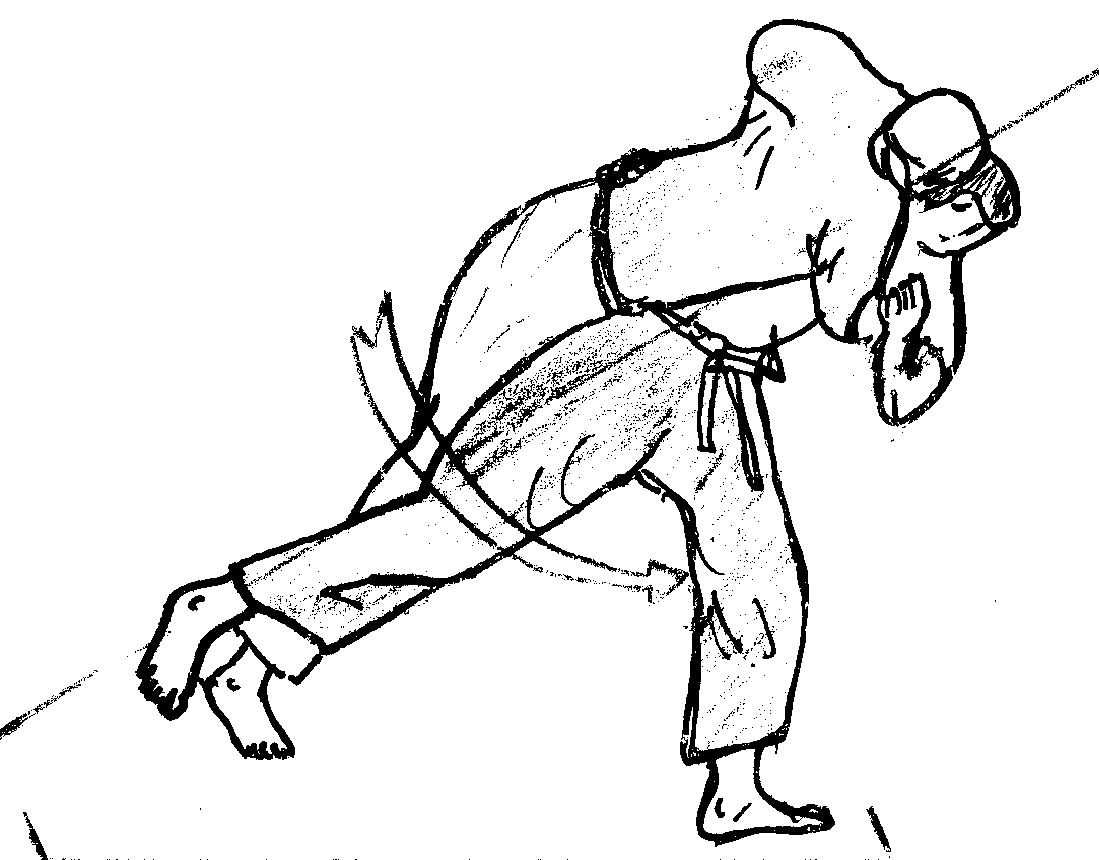
Projection en sports de combat

Les sciences du sport forment l'ensemble des sciences qui ont pour but la connaissance des différents aspects des pratiques sportives. Elles ont pour objet de déterminer des théories concernant la pratique physique (reconnaissance de lois et constantes, et repérer des principes généralisables à un ensemble de phénomènes). Différents discours théoriques, issus des autres sciences et disciplines, peuvent être en action : philosophique, idéologique, technique, etc.

## Disciplines
Nous pouvons distinguer différentes disciplines de recherche :
1- Les sciences qui étudient les pratiques sportives du point de vue historico-social :
- l’histoire des APSA : essai d’explication des pratiques, dans le but de rendre plus intelligible les pratiques actuelles par la connaissance du passé.
- la sociologie des APSA : étude des transformations sociales et des nouveaux problèmes apparus sur la scène des pratiques sportives.
- l’ethnologie des APSA : analyse des pratiques sportives se référent aux conditions d’existence. Etude de la manière dont on pratique concrètement dans les différents milieux ethniques et socioculturels. Ainsi que l’étude des faits tel qu’ils apparaissent, pour eux-mêmes, en cherchant à les décrire, à les comprendre, à les comparer, à les expliquer, sans porter sur eux des jugements normatifs et sans nécessairement pousser à l’application.

2 – Les sciences qui étudient les pratiques sportives du point constitutif et fonctionnel :
- les disciplines qui étudient les pratiques sous les angles : physiologique, psychologique, psychosociologique, etc. Ex. : la « combatique » qui s’intéresse exclusivement à l’acte d’opposition (architecture, fonctionnement, fonction de décision et de gestion, etc.). La « stratégique » qui s’intéresse aux outils de l’acte d’opposition, et surtout envisage les procédures à mener et moyens à utiliser compte tenu des forces et faiblesses de l’opposant.
- les disciplines qui étudient les pratiques sous l’angle didactique : sciences des méthodes et des techniques pédagogiques,
- l'approche technologique des APSA,
- les disciplines qui étudient les pratiques sous l’angle des productions : sciences de l’évaluation.

3 – L’épistémologie des sciences du sport :
- étude de la constitution et du fonctionnement des savoirs des sciences du sport (démarches, compréhension et critique éventuelle). Plus exactement, l’étude des conditions de validation des savoirs et des concepts véhiculés par la théorie et de l’analyse critique de l’évolution de ces savoirs.

## Établissements de recherche
Depuis la création du corps des professeurs d’Université de la 74esection  dans les années 1990, les Unités de formation et de recherche en Sciences et techniques des activités physiques et sportives (UFR-STAPS) se transforment progressivement en « Faculté  de Sciences du Sport » et n'ont plus une vocation directe à former les professeurs d’EPS.